# Marko Zorko
Marko Zorko (Drnovšek), slovenski novinar, publicist in pisatelj, * 22. september 1944, Maribor, † 21. januar 2008, Ljubljana.
Marko Zorko je študiral dramaturgijo na AGRFTV, tri leta delal na Slovenski akademiji znanosti in umetnosti kot knjižničar, nato pa začel svojo novinarsko in publicistično kariero na Radiu Slovenija. Izdal je dve knjigi; Mein Kampf (2001) in kuharsko knjigo Knjiga mrtvih (2007). Leta 1991 je dobil Tomšičevo nagrado.